# Перевалочная
Перевалочная — река на Камчатке. Протекает по территории Елизовского района и Мильковского района Камчатского края России.
Длина реки — 10 км. Впадает в Кавычу справа на расстоянии 66 км от её устья.
Течёт параллельно Кавыче на север по Валагинскому хребту.

## Данные водного реестра
По данным государственного водного реестра России относится к Анадыро-Колымскому бассейновому округу.
Код водного объекта 19070000112120000013109.